# Queens Park Rangers Football Club 2014-2015
Questa voce raccoglie le informazioni riguardanti il Queens Park Rangers Football Club nelle competizioni ufficiali della stagione 2014-2015.

## Stagione
Il 3 febbraio 2015 il tecnico Harry Redknapp - a causa di un'operazione al ginocchio si dimise dall'incarico, verrà poi sostituito ad interim da Chris Ramsey.Il 12 febbraio Ramsey venne confermato fino al termine della stagione.
Il 10 maggio la squadra retrocesse in Championship con due giornate d'anticipo.

## Rosa
| N. |                          | Ruolo | Calciatore            |
| -- | ------------------------ | ----- | --------------------- |
| 1  | Inghilterra (bandiera)   | P     | Robert Green          |
| 2  | Inghilterra (bandiera)   | D     | Danny Simpson         |
| 3  | Senegal (bandiera)       | D     | Armand Traoré         |
| 4  | Inghilterra (bandiera)   | D     | Steven Caulker        |
| 5  | Inghilterra (bandiera)   | D     | Rio Ferdinand         |
| 6  | Inghilterra (bandiera)   | D     | Clint Hill (capitano) |
| 7  | Scozia (bandiera)        | C     | Matt Phillips         |
| 8  | Inghilterra (bandiera)   | C     | Joey Barton           |
| 9  | Inghilterra (bandiera)   | A     | Charlie Austin        |
| 10 | Paesi Bassi (bandiera)   | C     | Leroy Fer             |
| 11 | Inghilterra (bandiera)   | C     | Shaun Wright-Phillips |
| 12 | Inghilterra (bandiera)   | P     | Alex McCarthy         |
| 13 | Corea del Sud (bandiera) | D     | Yun Suk-Young         |
| 14 | Cile (bandiera)          | D     | Mauricio Isla         |
| 15 | Inghilterra (bandiera)   | D     | Nedum Onuoha          |
| 17 | Inghilterra (bandiera)   | C     | Jordon Mutch          |
| 18 | Argentina (bandiera)     | C     | Alejandro Faurlín     |
| 19 | Francia (bandiera)       | A     | Loïc Rémy             |

| N. |                        | Ruolo | Calciatore       |
| -- | ---------------------- | ----- | ---------------- |
| 19 | Croazia (bandiera)     | C     | Niko Kranjčar    |
| 20 | Inghilterra (bandiera) | C     | Karl Henry       |
| 21 | Irlanda (bandiera)     | P     | Brian Murphy     |
| 22 | Irlanda (bandiera)     | D     | Richard Dunne    |
| 23 | Canada (bandiera)      | C     | Junior Hoilett   |
| 24 | Cile (bandiera)        | A     | Eduardo Vargas   |
| 25 | Inghilterra (bandiera) | A     | Bobby Zamora     |
| 27 | Marocco (bandiera)     | A     | Adel Taarabt     |
| 28 | Germania (bandiera)    | D     | Max Ehmer        |
| 29 | Argentina (bandiera)   | A     | Mauro Zárate     |
| 30 | Brasile (bandiera)     | C     | Sandro           |
| 33 | Brasile (bandiera)     | P     | Júlio César      |
| 36 | Inghilterra (bandiera) | C     | Michael Doughty  |
| 37 | Irlanda (bandiera)     | D     | Michael Harriman |
| 38 | Inghilterra (bandiera) | D     | Darnell Furlong  |
| 39 | Irlanda (bandiera)     | A     | Reece Grego-Cox  |
| 42 | Canada (bandiera)      | D     | Michael Petrasso |
|    | Mali (bandiera)        | C     | Samba Diakité    |

## Calciomercato

### Sessione estiva(dall'1/7/2013 al 1/9/2013)
| Acquisti | Acquisti         | Acquisti      | Acquisti      |
| R.       | Nome             | da            | Modalità      |
| -------- | ---------------- | ------------- | ------------- |
| P        | Alex McCarthy    | Reading       | definitivo    |
| P        | Júlio César      | Toronto FC    | fine prestito |
| D        | Rio Ferdinand    |               | svincolato    |
| D        | Steven Caulker   | Cardiff City  | definitivo    |
| D        | Mauricio Isla    | Juventus      | prestito      |
| C        | Samba Diakité    | Watford       | fine prestito |
| C        | Jack Robinson    | Liverpool     | definitivo    |
| C        | Michael Harriman | Gillingham    | fine prestito |
| C        | Leroy Fer        | Norwich City  | definitivo    |
| C        | Michael Doughty  | Stevenage     | fine prestito |
| C        | Stéphane Mbia    | Siviglia      | fine prestito |
| C        | Niko Kranjčar    | Dinamo Kiev   | prestito      |
| C        | Esteban Granero  | Real Sociedad | fine prestito |
| C        | Park Ji-sung     | PSV           | fine prestito |
| C        | Sandro           | Tottenham     | definitivo    |
| A        | Adel Taarabt     | Milan         | fine prestito |
| A        | Tom Hitchcock    | Rotherham Utd | fine prestito |
| A        | Loïc Rémy        | Newcastle Utd | fine prestito |
| A        | Eduardo Vargas   | Napoli        | prestito      |

| Cessioni | Cessioni            | Cessioni          | Cessioni      |
| R.       | Nome                | a                 | Modalità      |
| -------- | ------------------- | ----------------- | ------------- |
| P        | Júlio César         | Benfica           | definitivo    |
| D        | Aaron Hughes        |                   | svincolato    |
| D        | Luke Young          |                   | fine carriera |
| D        | Danny Simpson       | Leicester City    | definitivo    |
| D        | Benoît Assou-Ekotto | Tottenham         | fine prestito |
| C        | Yossi Benayoun      |                   | svincolato    |
| C        | Niko Kranjčar       | Dinamo Kiev       | fine prestito |
| C        | Hogan Ephraim       |                   | svincolato    |
| C        | Mo Shariff          |                   | svincolato    |
| C        | Park Ji-sung        |                   | fine carriera |
| C        | Ravel Morrison      | West Ham Utd      | fine prestito |
| C        | Jermaine Jenas      |                   | svincolato    |
| C        | Tom Carroll         | Tottenham         | fine prestito |
| C        | Samba Diakité       | Al-Ittihad        | prestito      |
| C        | Esteban Granero     | Real Sociedad     | definitivo    |
| C        | Gary O'Neil         |                   | svincolato    |
| C        | Jack Robinson       | Huddersfield Town | prestito      |
| C        | Stéphane Mbia       |                   | svincolato    |
| C        | Hogan Ephraim       |                   | svincolato    |
| A        | Modibo Maïga        | West Ham Utd      | fine prestito |
| A        | Kevin Doyle         | Wolverhampton     | fine prestito |
| A        | William Keane       | Manchester Utd    | fine prestito |
| A        | Andrew Johnson      |                   | svincolato    |
| A        | Loïc Rémy           | Chelsea           | definitivo    |

### Sessione invernale(dal 3/1 al 2/2/2015)
| Acquisti | Acquisti      | Acquisti     | Acquisti      |
| Ruolo    | Nome          | da           | Modalità      |
| -------- | ------------- | ------------ | ------------- |
| C        | Ryan Manning  |              | svincolato    |
| C        | Samba Diakité | Al-Ittihad   | fine prestito |
| A        | Mauro Zárate  | West Ham Utd | prestito      |

| Cessioni | Cessioni     | Cessioni       | Cessioni   |
| Ruolo    | Nome         | a              | Modalità   |
| -------- | ------------ | -------------- | ---------- |
| C        | Jordon Mutch | Crystal Palace | definitivo |
| A        | Josh Laurent | Brentford      | definitivo |

## Risultati

### Premier League
| Arbitro: | Craig Pawson |

|  |           |             |
|  | Marcatori | 52’ Chester |

| Arbitro: | Anthony Taylor |

|                                      |           |  |
| Chadli 12’ 37’ Dier 30’ Adebayor 65’ | Marcatori |  |

| Arbitro: | Robert Madley |

|              |           |  |
| Austin 45+2’ | Marcatori |  |

| Arbitro: | Phil Dowd |

|                                              |           |  |
| Di María 24’ Herrera 36’ Rooney 44’ Mata 58’ | Marcatori |  |

| Arbitro: | Martin Atkinson |

|                          |           |                      |
| Caulker 42’ Kranjcar 88’ | Marcatori | 11’ Diouf 51’ Crouch |

| Arbitro: | Mark Clattenburg |

|                        |           |            |
| Bertrand 54’ Pellè 68’ | Marcatori | 66’ Austin |

| Arbitro: | Anthony Taylor |

|                            |           |  |
| Onuoha 5’ (aut.) Sakho 59’ | Marcatori |  |

| Arbitro: | Phil Dowd |

|                                 |           |                                                    |
| Vargas 87’ Gerrard 90+2’ (aut.) | Marcatori | 67’ (aut.) Dunne 90’ Coutinho 90+5’ (aut.) Caulker |

| Arbitro: | Lee Mason |

|                |           |  |
| Austin 17’ 69’ | Marcatori |  |

| Arbitro: | Mike Jones |

|                             |           |            |
| Oscar 32’ Hazard 75’ (rig.) | Marcatori | 62’ Austin |

| Arbitro: | Mike Dean |

|                                  |           |                |
| Austin 21’ Demichelis 76’ (aut.) | Marcatori | 32’ 83’ Agüero |

| Arbitro: | Chris Foy |

|             |           |  |
| Sissoko 78’ | Marcatori |  |

| Arbitro: | Roger East |

|                                      |           |                          |
| Morgan 37’ (aut.) Fer 45’ Austin 73’ | Marcatori | 4’ Cambiasso 67’ Schlupp |

| Arbitro: | Kevin Friend |

|                      |           |  |
| Ki 78’ Routledge 83’ | Marcatori |  |

| Arbitro: | Jonathan Moss |

|                    |           |  |
| Fer 51’ Austin 74’ | Marcatori |  |

| Arbitro: | Neil Swarbrick |

|                                       |           |            |
| Barkley 33’ Mirallas 43’ Naismith 53’ | Marcatori | 80’ Zamora |

| Arbitro: | Craig Pawson |

|                           |           |                        |
| Austin 24’ (rig.) 48’ 86’ | Marcatori | 10’ Lescott 20’ Varela |

| Arbitro: | Martin Atkinson |

|                         |           |                   |
| Sánchez 37’ Rosický 65’ | Marcatori | 79’ (rig.) Austin |

| Londra 28 dicembre 2014, ore 16:00 CET 19ª giornata | QPR        | 0 – 0 referto | Crystal Palace | Loftus Road (18.011 spett.)\| Arbitro: \| Mike Jones \| |
| Arbitro:                                            | Mike Jones |               |                |                                                         |

| Arbitro: | Anthony Taylor |

|         |           |            |
| Fer 20’ | Marcatori | 90+2’ Bony |

| Arbitro: | Andre Marriner |

|                      |           |                   |
| Arfield 12’ Ings 37’ | Marcatori | 33’ (rig.) Austin |

| Arbitro: | Neil Swarbrick |

|  |           |                           |
|  | Marcatori | 58’ Fellaini 90+4’ Wilson |

| Arbitro: | Mike Dean |

|                       |           |              |
| Walters 21’ 34’ 90+2’ | Marcatori | 36’ Kranjcar |

| Arbitro: | Roger East |

|  |           |            |
|  | Marcatori | 90+3’ Mané |

| Arbitro: | Mark Atkinson |

|  |           |                      |
|  | Marcatori | 17’ Fer 45+1’ Zamora |

| Arbitro: | Anthony Taylor |

|                        |           |            |
| Jelavić 16’ N'Doye 89’ | Marcatori | 39’ Austin |

| Arbitro: | Kevin Friend |

|            |           |                        |
| Austin 82’ | Marcatori | 64’ Giroud 69’ Sánchez |

| Arbitro: | Craig Pawson |

|            |           |              |
| Sandro 75’ | Marcatori | 34’ 68’ Kane |

| Arbitro: | Lee Mason |

|                                |           |              |
| Zaha 21’ McArthur 40’ Ward 42’ | Marcatori | 83’ Phillips |

| Arbitro: | Jonathan Moss |

|            |           |                        |
| Vargas 65’ | Marcatori | 18’ Coleman 77’ Lennon |

| Arbitro: | Lee Probert |

|              |           |                                             |
| Anichebe 58’ | Marcatori | 15’ Vargas 37’ Austin 43’ Zamora 90’ Barton |

| Arbitro: | Craig Pawson |

|                     |           |                                 |
| Benteke 10’ 33’ 83’ | Marcatori | 7’ Phillips 55’ Hill 78’ Austin |

| Arbitro: | Andre Marriner |

|  |           |              |
|  | Marcatori | 88’ Fàbregas |

| Londra 25 aprile 2015, ore 16:00 CEST 34ª giornata | QPR        | 0 – 0 referto | West Ham Utd | Loftus Road (18.036 spett.)\| Arbitro: \| Mike Jones \| |
| Arbitro:                                           | Mike Jones |               |              |                                                         |

| Arbitro: | Mark Atkinson |

|                          |           |         |
| Coutinho 19’ Gerrard 87’ | Marcatori | 73’ Fer |

| Arbitro: | Mike Dean |

|                                                           |           |  |
| Agüero 4’ 50’ 65’ (rig.) Kolarov 32’ Milner 70’ Silva 87’ | Marcatori |  |

| Arbitro: | Lee Probert |

|                      |           |             |
| Phillips 54’ Fer 61’ | Marcatori | 24’ Rivière |

| Arbitro: | Michael Oliver |

|                                                               |           |            |
| Vardy 16’ Albrighton 43’ Ulloa 51’ Cambiasso 52’ Kramarić 86’ | Marcatori | 57’ Austin |

### FA Cup

#### Terzo turno
| Arbitro: | Mark Clattenburg |

|  |           |                                     |
|  | Marcatori | 36’ McNulty 49’ 90+4’ Campbell-Ryce |

### Football League Cup

#### Secondo turno
| Arbitro: | Paul Tierney |

|            |           |  |
| McGurk 77’ | Marcatori |  |

## Statistiche

### Statistiche di squadra
Aggiornate al 24 maggio 2015
| Competizione   | Punti | In casa | In casa | In casa | In casa | In casa | In casa | In trasferta | In trasferta | In trasferta | In trasferta | In trasferta | In trasferta | Totale | Totale | Totale | Totale | Totale | Totale | DR  |
| Competizione   | Punti | G       | V       | N       | P       | Gf      | Gs      | G            | V            | N            | P            | Gf           | Gs           | G      | V      | N      | P      | Gf     | Gs     | DR  |
| -------------- | ----- | ------- | ------- | ------- | ------- | ------- | ------- | ------------ | ------------ | ------------ | ------------ | ------------ | ------------ | ------ | ------ | ------ | ------ | ------ | ------ | --- |
| Premier League | 30    | 18      | 6       | 5       | 8       | 23      | 24      | 19           | 2            | 1            | 16           | 19           | 49           | 38     | 8      | 6      | 24     | 42     | 73     | -31 |
| FA Cup         | -     | 1       | 0       | 0       | 1       | 0       | 3       | 0            | 0            | 0            | 0            | 0            | 0            | 1      | 0      | 0      | 1      | 0      | 3      | -3  |
| League Cup     | -     | 0       | 0       | 0       | 0       | 0       | 0       | 1            | 0            | 0            | 1            | 0            | 1            | 1      | 0      | 0      | 1      | 0      | 1      | -1  |
| Totale         | 30    | 19      | 6       | 5       | 8       | 23      | 27      | 20           | 2            | 1            | 17           | 19           | 50           | 40     | 8      | 6      | 26     | 42     | 77     | -35 |

### Andamento in campionato
| Giornata  | 1  | 2  | 3  | 4  | 5  | 6  | 7  | 8  | 9  | 10 | 11 | 12 | 13 | 14 | 15 | 16 | 17 | 18 | 19 | 20 | 21 | 22 | 23 | 24 | 25 | 26 | 27 | 28 | 29 | 30 | 31 | 32 | 33 | 34 | 35 | 36 | 37 | 38 |
| --------- | -- | -- | -- | -- | -- | -- | -- | -- | -- | -- | -- | -- | -- | -- | -- | -- | -- | -- | -- | -- | -- | -- | -- | -- | -- | -- | -- | -- | -- | -- | -- | -- | -- | -- | -- | -- | -- | -- |
| Luogo     | C  | T  | C  | T  | C  | T  | T  | C  | C  | T  | C  | T  | C  | T  | C  | T  | C  | T  | C  | C  | T  | C  | T  | C  | T  | T  | C  | C  | T  | C  | T  | T  | C  | C  | T  | T  | C  | T  |
| Risultato | P  | P  | V  | P  | N  | P  | P  | P  | V  | P  | N  | P  | V  | P  | V  | P  | V  | P  | N  | N  | P  | P  | P  | P  | V  | P  | P  | P  | P  | P  | V  | N  | P  | N  | P  | P  | V  | P  |
| Posizione | 18 | 20 | 12 | 16 | 16 | 18 | 20 | 20 | 19 | 19 | 19 | 20 | 18 | 19 | 17 | 18 | 15 | 16 | 15 | 16 | 19 | 19 | 19 | 19 | 17 | 17 | 18 | 18 | 19 | 19 | 18 | 18 | 18 | 19 | 19 | 20 | 20 | 20 |

Fonte:  Premier League – Classifiche, su sport.sky.it, sport.sky.it (archiviato dall'url originale il 19 agosto 2014).
Legenda:

Luogo: C = Casa; T = Trasferta. Risultato: V = Vittoria; N = Pareggio; P = Sconfitta.

### Statistiche dei giocatori
| Giocatore          | Premier League | Premier League | Premier League | Premier League | FA Cup   | FA Cup | FA Cup      | FA Cup     | League Cup | League Cup | League Cup  | League Cup | Totale   | Totale | Totale      | Totale     |
| Giocatore          | Presenze       | Reti           | Ammonizioni    | Espulsioni     | Presenze | Reti   | Ammonizioni | Espulsioni | Presenze   | Reti       | Ammonizioni | Espulsioni | Presenze | Reti   | Ammonizioni | Espulsioni |
| ------------------ | -------------- | -------------- | -------------- | -------------- | -------- | ------ | ----------- | ---------- | ---------- | ---------- | ----------- | ---------- | -------- | ------ | ----------- | ---------- |
| C. Austin          | 35             | 18             | 6              | 1              | 1        | 0      | 0           | 0          | 0          | 0          | 0           | 0          | 36       | 18     | 6           | 1          |
| J. Barton          | 28             | 1              | 11             | 1              | 0        | 0      | 0           | 0          | 0          | 0          | 0           | 0          | 28       | 1      | 11          | 1          |
| S. Caulker         | 35             | 1              | 1              | 0              | 1        | 0      | 0           | 0          | 0          | 0          | 0           | 0          | 36       | 1      | 1           | 0          |
| B. Comley          | 1              | 0              | 0              | 0              | 0        | 0      | 0           | 0          | 0          | 0          | 0           | 0          | 1        | 0      | 0           | 0          |
| S. Diakité         | 0              | 0              | 0              | 0              | 0        | 0      | 0           | 0          | 0          | 0          | 0           | 0          | 0        | 0      | 0           | 0          |
| M. Doughty         | 3              | 0              | 0              | 0              | 0        | 0      | 0           | 0          | 0          | 0          | 0           | 0          | 3        | 0      | 0           | 0          |
| R. Dunne           | 23             | 0              | 7              | 0              | 0        | 0      | 0           | 0          | 1          | 0          | 1           | 0          | 24       | 0      | 8           | 0          |
| M. Ehmer           | 0              | 0              | 0              | 0              | -        | -      | -           | -          | 0          | 0          | 0           | 0          | 0        | 0      | 0           | 0          |
| A. Faurlín         | 2              | 0              | 0              | 0              | 0        | 0      | 0           | 0          | 1          | 0          | 0           | 0          | 3        | 0      | 0           | 0          |
| L. Fer             | 29             | 6              | 4              | 0              | 1        | 0      | 0           | 0          | 1          | 0          | 0           | 0          | 31       | 6      | 4           | 0          |
| R. Ferdinand       | 11             | 0              | 2              | 0              | 1        | 0      | 0           | 0          | 0          | 0          | 0           | 0          | 12       | 0      | 2           | 0          |
| D. Furlong         | 3              | 0              | 1              | 0              | 0        | 0      | 0           | 0          | 0          | 0          | 0           | 0          | 3        | 0      | 1           | 0          |
| R. Green           | 36             | -65            | 1              | 0              | 0        | -0     | 0           | 0          | 0          | -0         | 0           | 0          | 36       | -65    | 1           | 0          |
| R. Grego-Cox       | 4              | 0              | 0              | 0              | 0        | 0      | 0           | 0          | 0          | 0          | 0           | 0          | 4        | 0      | 0           | 0          |
| M. Harriman        | 0              | 0              | 0              | 0              | -        | -      | -           | -          | 0          | 0          | 0           | 0          | 0        | 0      | 0           | 0          |
| K. Henry           | 33             | 0              | 8              | 0              | 1        | 0      | 0           | 0          | 1          | 0          | 0           | 0          | 35       | 0      | 8           | 0          |
| C. Hill            | 20             | 1              | 4              | 0              | 0        | 0      | 0           | 0          | 1          | 0          | 0           | 0          | 21       | 1      | 4           | 0          |
| J. Hoilett         | 22             | 0              | 2              | 0              | 1        | 0      | 0           | 0          | 1          | 0          | 0           | 0          | 24       | 0      | 2           | 0          |
| M. Isla            | 26             | 0              | 4              | 0              | 1        | 0      | 0           | 0          | 0          | 0          | 0           | 0          | 27       | 0      | 4           | 0          |
| Júlio César        | 0              | -0             | 0              | 0              | -        | -      | -           | -          | 0          | -0         | 0           | 0          | 0        | -0     | 0           | 0          |
| C. Kpekawa         | 1              | 0              | 0              | 0              | 0        | 0      | 0           | 0          | 0          | 0          | 0           | 0          | 1        | 0      | 0           | 0          |
| N. Kranjcar        | 22             | 2              | 2              | 0              | 0        | 0      | 0           | 0          | -          | -          | -           | -          | 22       | 2      | 2           | 0          |
| A. McCarthy        | 3              | -8             | 0              | 0              | 1        | -3     | 0           | 0          | -          | -          | -           | -          | 4        | -11    | 0           | 0          |
| B. Murphy          | 0              | -0             | 0              | 0              | 0        | -0     | 0           | 0          | 1          | -1         | 0           | 0          | 1        | -1     | 0           | 0          |
| J. Mutch           | 9              | 0              | 3              | 0              | 1        | 0      | 0           | 0          | 1          | 0          | 0           | 0          | 11       | 0      | 3           | 0          |
| N. Onuoha          | 23             | 0              | 4              | 1              | 1        | 0      | 1           | 0          | 1          | 0          | 0           | 0          | 25       | 0      | 5           | 1          |
| M. Petrasso        | 0              | 0              | 0              | 0              | -        | -      | -           | -          | 0          | 0          | 0           | 0          | 0        | 0      | 0           | 0          |
| M. Phillips        | 25             | 3              | 1              | 0              | 1        | 0      | 0           | 0          | 1          | 0          | 0           | 0          | 27       | 3      | 1           | 0          |
| L. Rémy            | 2              | 0              | 0              | 0              | -        | -      | -           | -          | 0          | 0          | 0           | 0          | 2        | 0      | 0           | 0          |
| Sandro             | 17             | 1              | 6              | 0              | 0        | 0      | 0           | 0          | -          | -          | -           | -          | 17       | 1      | 6           | 0          |
| D. Simpson         | 1              | 0              | 0              | 0              | -        | -      | -           | -          | 1          | 0          | 1           | 0          | 2        | 0      | 1           | 0          |
| A. Taarabt         | 7              | 0              | 0              | 0              | 0        | 0      | 0           | 0          | 1          | 0          | 0           | 0          | 8        | 0      | 0           | 0          |
| A. Traoré          | 16             | 0              | 2              | 0              | 1        | 0      | 0           | 0          | 0          | 0          | 0           | 0          | 17       | 0      | 2           | 0          |
| E. Vargas          | 21             | 3              | 1              | 0              | 1        | 0      | 0           | 0          | 0          | 0          | 0           | 0          | 22       | 3      | 1           | 0          |
| S. Wright-Phillips | 4              | 0              | 0              | 0              | 0        | 0      | 0           | 0          | 1          | 0          | 0           | 0          | 5        | 0      | 0           | 0          |
| S. Yun             | 23             | 0              | 4              | 0              | 0        | 0      | 0           | 0          | 0          | 0          | 0           | 0          | 23       | 0      | 4           | 0          |
| B. Zamora          | 31             | 3              | 4              | 0              | 1        | 0      | 0           | 0          | 1          | 0          | 0           | 0          | 33       | 3      | 4           | 0          |
| M. Zárate          | 4              | 0              | 0              | 0              | -        | -      | -           | -          | -          | -          | -           | -          | 4        | 0      | 0           | 0          |